# Rue Montoyer
La rue Montoyer (en néerlandais : Montoyerstraat) est une rue bruxelloise de la commune de Bruxelles. Les derniers numéros impairs de la rue sont sur la commune d'Ixelles.
La rue tient son nom de l'architecte Louis-Joseph Montoyer à qui l'on doit l'urbanisation du parc de Bruxelles, les plans du Théâtre royal du Parc et de nombreux immeubles et hôtels particuliers à Bruxelles.

## Adresses notables
- n° 4 Ambassade de Turquie[1]
- n° 12 Représentation de la Roumanie à l'UE
- n° 14 Nations unies / Bureau du PNUD à Bruxelles[2]